# Шраплау
Шраплау (нім. Schraplau) — місто в Німеччині, розташоване в землі Саксонія-Ангальт. Входить до складу району Заалє. Складова частина об'єднання громад Вайда-Ланд.
Площа — 7,05 км2. Населення становить 1093 ос. (станом на 31 грудня 2021).

## Галерея

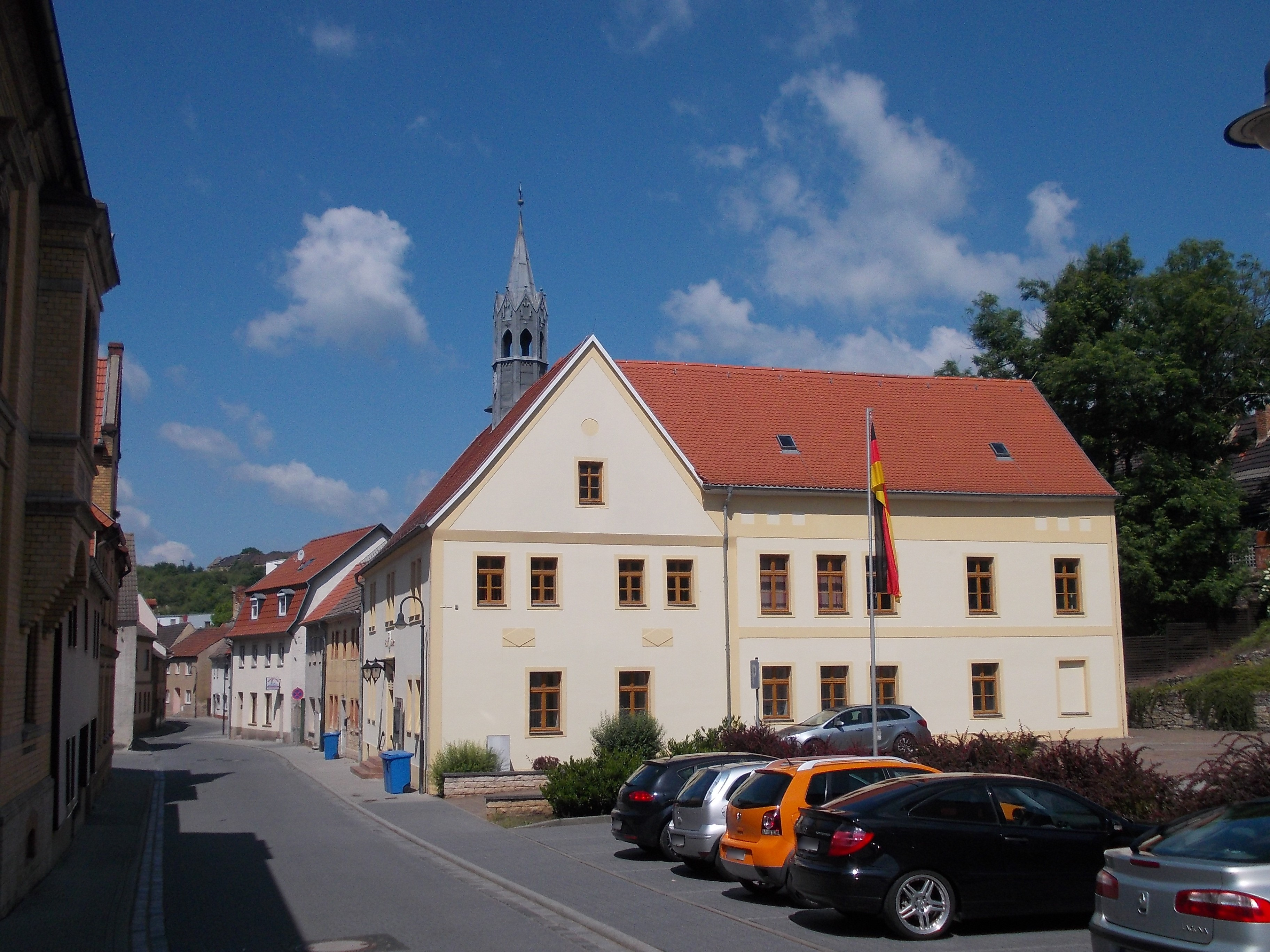
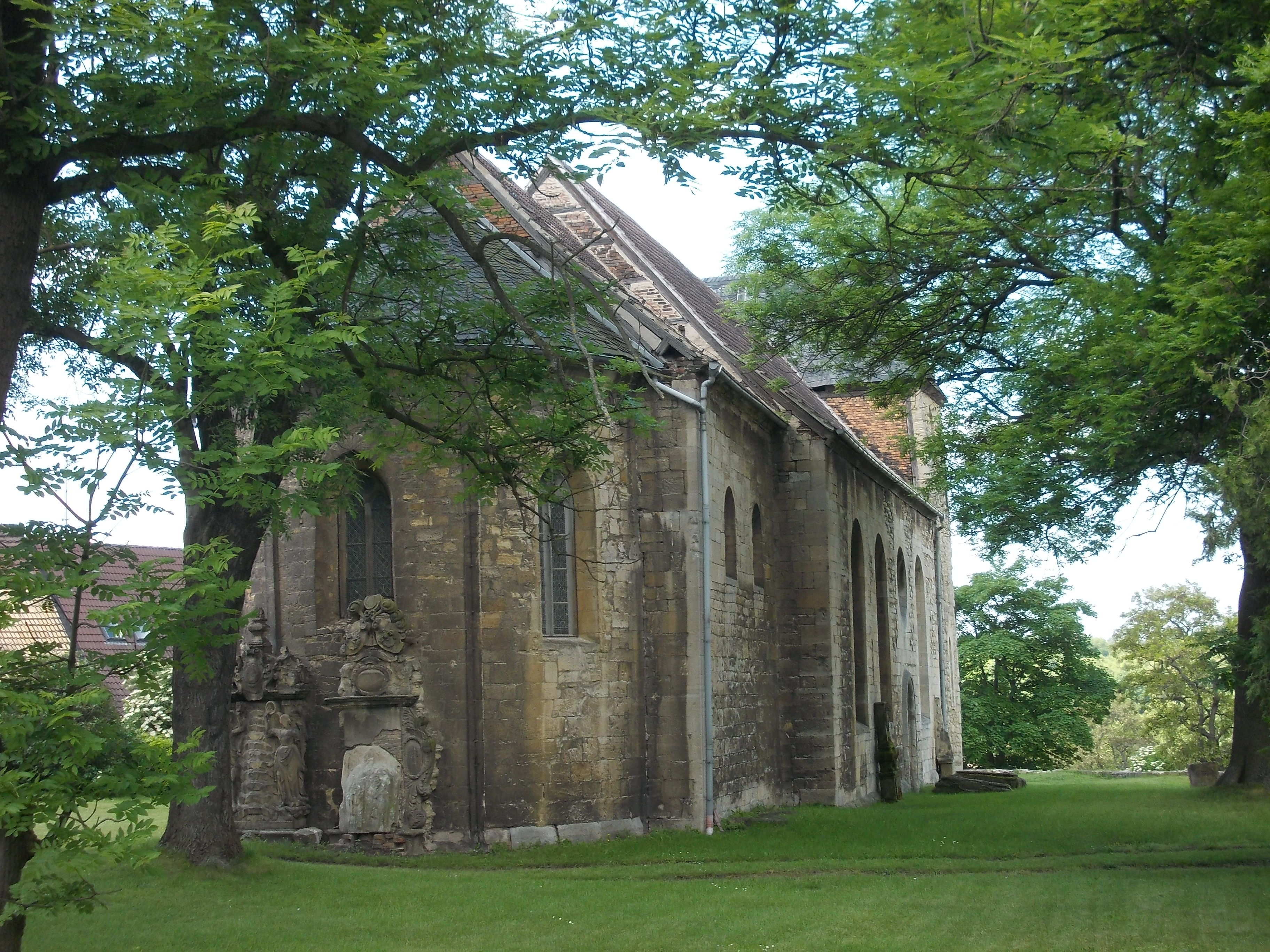
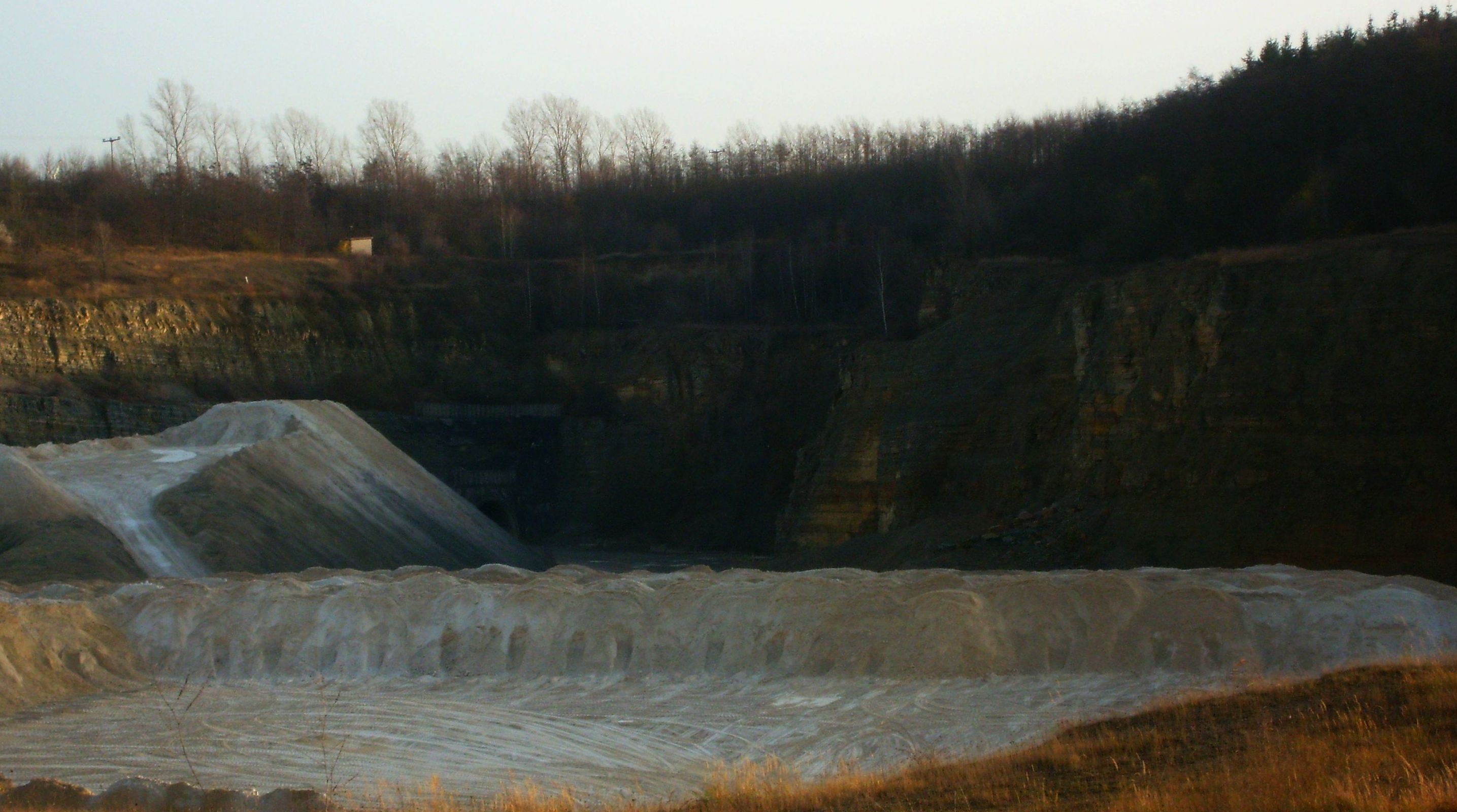